# モランテル
モランテル（英：Morantel）は家畜の寄生虫駆除に使用される駆虫薬であり、殺虫用農薬としても用いられる。アセチルコリンエステラーゼ阻害剤であることから、虫の神経系に影響を与える。構造の一部は3-メチルチオフェンに由来する。モランテルはピランテルと類似している。